# Antoine Houdar de La Motte

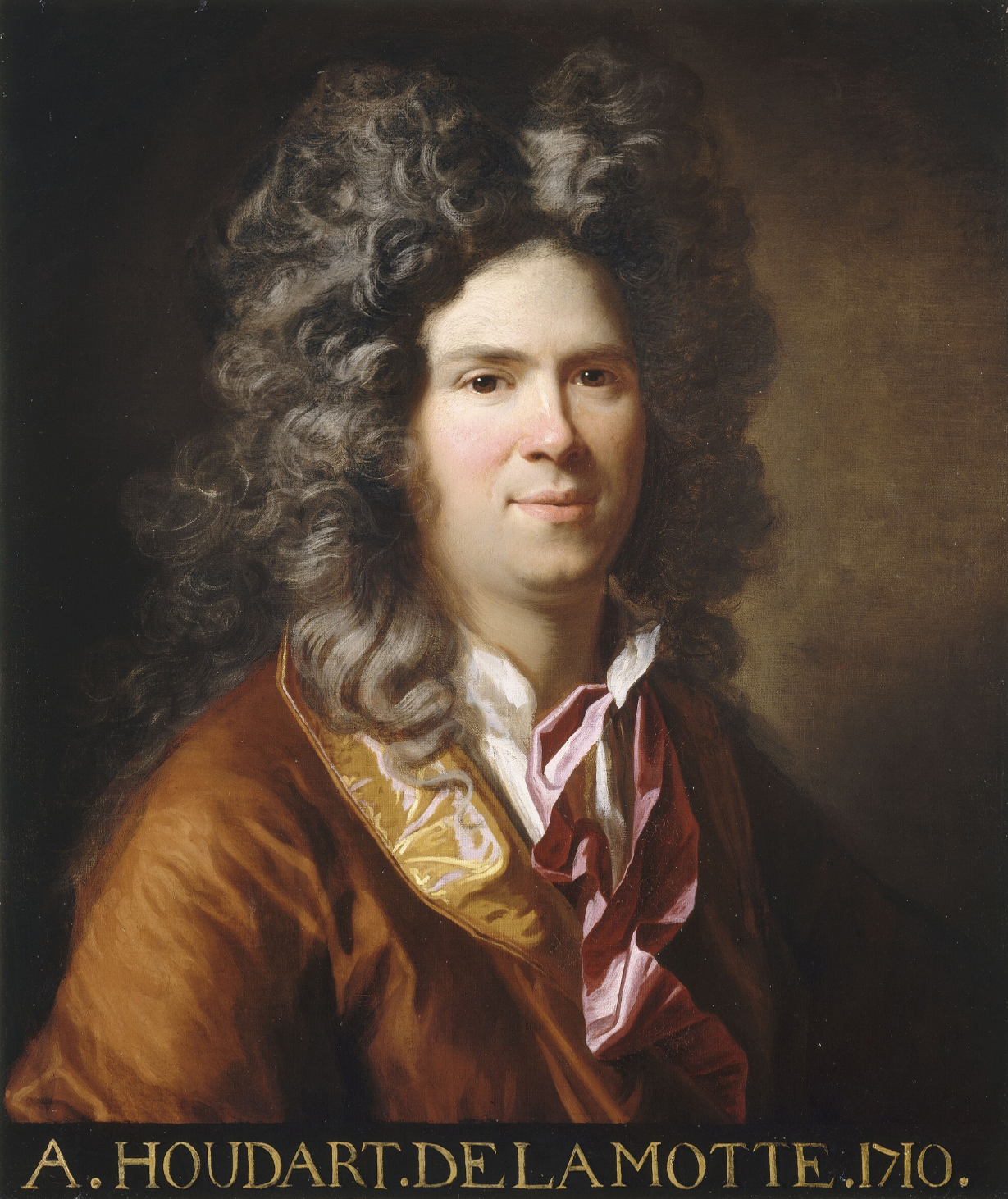
Antoine Houdar de La Motte – Château de Versailles..

Antoine Houdar (o Houdart) de La Motte (París, 17 de enero de 1672 — 26 de diciembre de 1731) fue un escritor y dramaturgo francés. Ocupó un lugar importante en la vida literaria de la época tanto por sus escritos como por sus ideas. 

## Obra

### Obra poética
- Le Premier livre de l'Iliade, traducción en verso al francés, 1701
- Églogue sur la naissance de Mgr. le duc de Bretagne, 1707

- Odas
  - Odes avec un Discours sur la poésie en général, et sur l'ode en particulier, 1707
  - Le Deuil de la France, 1712
  - Le Souverain, 1712
  - Ode sur la mort de Louis le Grand, 1716
  - La critique, 1720

- Fábulas 
  - Fables nouvelles, París, 1719
  - Le Cygne, fábula alegórica, 1714
  - L'Indien et le soleil, 1720

### Obras críticas
- Discours sur Homère, 1714
- Réflexions sur la critique, Paris, G. Du Puis, 1715
- Discours sur la poésie, Paris, Prault l'aîné, 1754
- Discours sur la tragédie, Paris, Prault l'aîné, 1754
- Suite des Réflexions sur la tragédie, 1730

### Obra dramática
- Les Originaux ou l'Italien, 1693.
- Issé, 1697.
- L’Europe galante, 1697
- Amadis de Grèce,, 1699
- Marthésie, première reine des Amazones, 1699
- [Le Triomphe des arts, 1700
- Canente, 1700
- Les Trois Gascons, 1701
- Omphale, 1701
- La Matrone d'Éphèse, 1702
- Le Carnaval et la folie, 1703
- Le Port de mer, 1704
- La Vénitienne, 1705
- Sémélé, 1709
- La Ceinture de Vénus, 1715
- Alcione], 1706
- Apollon et les muses, 1716
- Les Macchabées, 1721
- Romulus, 1722
- Inès de Castro, 1723
- Œdipe,1726
- Dalcyone, 1730
- L'Italie galante ou les contes, 1731
- L'Amante difficile, 1731
- Scanderberg, 1735
- Pygmalion, 1748
- Prométhée, 1753
- Titon et l'Aurore, 1753
- Le Magnifique, 1753
- Le Ballet des fées
- Le Calendrier des vieillards
- Climène
- Les Âges